# Георги Найденов (Тоника)
Вижте пояснителната страница за други личности с името Георги Найденов.
Георги Найденов, известен и като Гого, е български поп-певец, член на музикалната формация „Тоника“.

## Биография
Роден е в Бургас на 6 август 1949 г. Три години е пял в училищната група „Корали“, преди да започне музикалната си кариера през 1969 година,, когато става част от естрадния оркестър към Културния дом на транспорта, с ръководител Стефан Диомов. Там се среща с бъдещата си съпруга Ева Найденова. През 1975 година Гого завършва Висшия химикотехнологичен институт, но никога не е работил по специалността си; занимава се изцяло с музика.
През 1971 г. Гого и Ева, заедно с Анастасия Бинчева – Сия и Хари Шерикян (заменен по-късно от Яким Якимов, на свой ред – от Иван Христов – Славея), създават вокалния квартет „Тоника“. Идеята е да са аналог на италианския квартет „Рики е повери“. С песните си печелят редица награди, сред които:
- II награда на фестивала „Тракийска лира“ през 1972 година,
- I награда на фестивала „Златният Орфей“ през 1976 година,
- I награда на фестивала „Бургас и морето“ през 1979 година,

и други. Групата е разформирована през 1980 година.
През 1981 г. Гого, Ева, Иван Христов, Красимир Гюлмезов и Виолета Гюлмезова създават групата „Домино“. През 1985 г. групата печели II награда от конкурса „Кехлибареният славей“ в Сопот, Полша, както и наградите на Полското радио и телевизия и на публиката. През 1986 г. „Домино“ печели II награда на фестивала „Златният Орфей“ и жъне голям успех на дрезденския „Шлагерфестивал“.
През 1994 г. по-голямата част от вокалистите от „Тоника“, „Домино“ и „Тоника СВ“ се събират, за да направят сборната формация „Фамилия Тоника“. Групата изпълнява много от най-известните шлагери на „Тоника“, „Тоника СВ“ и „Домино“, но създава и нови песни.
Около 2005 година започват здравословните проблеми на Найденов, заради които той постепенно прекратява музикалната си кариера и се оттегля от публичния живот. Дълго време е диагностициран и лекуван от латерална амиотрофична склероза, но впоследствие се установява, че страда от лаймска болест и е лекуван неправилно. След дългогодишно тежко боледуване, на 64-годишна възраст, почива на 10 януари 2014 година в Айтос.
За постиженията си в музикалното изкуство и за приноса му за издигане авторитета на българската култура и на град Бургас, през 2011 г. Георги Найденов е обявен за почетен гражданин на Бургас.
През 2014 г. в негова памет е записана песента „Вместо сбогом“ в изпълнение на група „Тоника Домини“ (съпругата му Ева, Виолета и Красимир Гюлмезови).
На 25 март 2015 г. се състои концертът „Спомен за Гого“ на „Тоника Домини“, включващ песни от репертоара на „Тоника“, „Тоника СВ“, „Домино“ и дует „Шик“ 